# Kengo Kitazume
Kengo Kitazume (北爪 健吾 Kitazume Kengo?), född 30 april 1992 i Gunma prefektur, är en japansk fotbollsspelare.
Kitazume började sin karriär 2015 i JEF United Chiba. 2018 flyttade han till Yokohama FC.